# Liste des aéroports internationaux
Cet article dresse une liste des aéroports internationaux par continent et par pays.

## Afrique

### Afrique centrale

#### Cameroun
- Douala - Aéroport de Douala
- Garoua - Aéroport international de Garoua
- Salak - Aéroport international de Maroua Salak
- Yaoundé – Aéroport international de Yaoundé-Nsimalen
- Yaoundé - Aéroport de Yaoundé-Ville

#### République démocratique du Congo
- Bipemba - Aéroport de Mbujimayi
- Goma - Aéroport international de Gomach
- Kinshasa - Aéroport international de Ndjili
- Kisangani - Aéroport international de Bangoka
- Lubumbashi - Aéroport international de Lubumbashi

#### République du Congo
- Brazzaville - Aéroport international Maya-Maya
- Pointe-Noire - Aéroport international Agostinho-Neto

#### Guinée Équatoriale
- Malabo - Aéroport de Malabo
- Mengomeyén - Aéroport international Obiang Nguema

#### Gabon
- Libreville - Aéroport international Léon-Mba
- Port-Gentil - Aéroport international de Port-Gentil
- Franceville - Aéroport de Franceville

#### São Tomé et Príncipe
- São Tomé - Aéroport international de Sao Tomé

### Afrique de l'Est

#### Burundi
- Bujumbura - Aéroport international de Bujumbura

#### Comores
- Hahaya - Aéroport international Prince Saïd Ibrahim

#### Kenya
- Eldoret - Eldoret
- Mombasa - Aéroport international Moi
- Kisumu - Aéroport de Kisumu
- Nairobi - Aéroport international Jomo-Kenyatta

#### Maurice
- Plaine Magnien - Aéroport international Sir-Seewoosagur-Ramgoolam

#### La Réunion
- Sainte-Marie - Aéroport de La Réunion Roland-Garros

#### Rwanda
- Bugesera - Aéroport international de Bugesera (en construction)
- Kigali - Aéroport de Kigali

#### Seychelles
- Victoria - Aéroport international des Seychelles

#### Soudan du Sud
- Djouba - Aéroport international de Djouba

#### Tanzanie
- Dar es Salam - Aéroport international Julius-Nyerere
- Arusha et Moshi - Aéroport international du Kilimandjaro
- Unguja/Zanzibar - Zanzibar

#### Ouganda
- Entebbe - Aéroport international d'Entebbe

### Corne de l'Afrique

#### Djibouti
- Djibouti - Aéroport international Ambouli

#### Érythrée
- Asmara - Aéroport international d'Asmara

#### Éthiopie
- Addis-Abeba - Aéroport international de Bole
- Dire Dawa - Aéroport international d'Aba Tenna Dejazmach Yilma

#### Somalie
- Bosasso - Aéroport international Bender Qassim
- Gaal Kacyo - Aéroport international Abdullahi Yusuf
- Garowe - Aéroport international de Garowe
- Hargeisa - Aéroport d'Hargeisa
- Kismayo - Aéroport de Kismayo
- Mogadiscio - Aéroport international de Mogadiscio

### Afrique du Nord

#### Algérie
- Alger – Aéroport d'Alger - Houari Boumédiène
- Annaba – Aéroport d'Annaba - Rabah-Bitat
- Batna – Aéroport de Batna - Mostepha Ben Boulaid
- Béjaïa – Aéroport de Béjaïa - Soummam - Abane Ramdane
- Biskra - Aéroport de Biskra - Mohamed Khider
- Chlef - Aéroport de Chlef
- Constantine – Aéroport de Constantine - Mohamed Boudiaf
- Jijel - Aéroport de Jijel - Ferhat Abbas
- Oran - Aéroport d'Oran - Ahmed Ben Bella
- Sétif – Aéroport de Sétif - 8 Mai 1945
- Tlemcen – Aéroport de Tlemcen - Zenata - Messali El Hadj

#### Égypte
- Alexandrie - Aéroport El Nouzha (en travaux)
- Alexandrie - Aéroport de Borg El Arab
- Assouan - Aéroport d'Assouan
- El-Arich - Aéroport international d'El-Arich
- Le Caire - Aéroport international du Caire
- Hurghada - Aéroport international de Hurghada
- Louxor - Aéroport international de Louxor
- Marsa Alam - Aéroport de Marsa Alam
- Marsa Matruh - Aéroport de Marsa Matruh
- Charm el-Cheikh - Aéroport international de Charm el-Cheikh
- Taba – Aéroport international de Taba

#### Libye
- Benghazi – Aéroport international de Benina
- Misrata - Aéroport de Misrata
- Sebha - Aéroport international de Sebha
- Tripoli - Aéroport de Mitiga
- Tripoli - Aéroport international de Tripoli

#### Maroc
- Agadir - Aéroport d'Agadir-Al Massira
- Al Hoceïma - Aéroport Al Hoceima - Cherif-Al-Idrissi
- Casablanca – Aéroport Mohammed-V de Casablanca
- Essaouira - Aéroport d'Essaouira-Mogador
- Fès - Aéroport de Fès-Saïss
- Marrakech - Aéroport de Marrakech-Ménara
- Nador - Aéroport de Nador-Al Aroui
- Ouarzazate - Aéroport de Ouarzazate
- Oujda – Aéroport d'Oujda-Angads
- Rabat - Aéroport international de Rabat-Salé
- Tanger - Aéroport de Tanger-Ibn Battouta
- Tétouan – Aéroport Tétouan - Sania R'mel

Maroc région du Sud:
- Dakhla – Aéroport de Dakhla
- Laâyoune – Aéroport international Laâyoune - Hassan Ier

#### Soudan
- Khartoum - Aéroport international de Khartoum
- Port-Soudan - Aéroport de Port-Soudan

#### Tchad
- N'Djaména - Aéroport international de Ndjamena

#### Tunisie
- Djerba – Aéroport international de Djerba-Zarzis
- Enfida – Aéroport international d'Enfidha-Hammamet
- Gafsa - Aéroport international de Gafsa-Ksar
- Monastir – Aéroport international de Monastir Habib-Bourguiba
- Sfax - Aéroport international de Sfax-Thyna
- Tabarka - Aéroport international de Tabarka-Aïn Draham (anc. aéroport du 7 novembre)
- Tozeur et Nefta - Aéroport international de Tozeur-Nefta
- Tunis - Aéroport international de Tunis-Carthage

### Afrique australe

#### Afrique du Sud
- Le Cap - Aéroport international du Cap
- Durban - Aéroport international King Shaka
- Johannesbourg - Aéroport international OR Tambo
- Nelspruit - Aéroport du Kruger Mpumalanga
- Johannesbourg - Aéroport de Johannesbourg-Lanséria

#### Angola
- Luanda - Aéroport de Luanda-Quatro de Fevereiro
- Luanda - Aéroport international d'Angola (en construction)
- Lubango - Aéroport de Lubango

#### Botswana
- Gaborone - Aéroport international de Gaborone
- Maun - Aéroport de Maun
- Francistown - Aéroport international de Francistown
- Kasane - Aérodrome de Kasane

#### Eswatini
- Manzini - Aéroport de Matsapha

#### Lesotho
- Maseru - Aéroport international de Maseru

#### Madagascar
- Antananarivo - Aéroport international d'Ivato
- Antsiranana - Aérodrome d'Arrachart
- Mahajanga - Aérodrome d'Amborovy
- Nosy Be - Aéroport international de Fascene
- Toamasina - Aéroport de Toamasina
- Île Sainte-Marie - Aérodrome de Sainte-Marie
- Tôlanaro - Aérodrome de Fort-Dauphin
- Toliara - Aéroport de Toliara

#### Malawi
- Blantyre - Aéroport international de Chileka
- Lilongwe - Aéroport international de Lilongwe

#### Mayotte
- Dzaoudzi - Aéroport de Dzaoudzi-Pamandzi

#### Mozambique
- Maputo - Aéroport international de Maputo
- Beira - Aéroport de Beira
- Inhambane - Aérodrome d'Inhambane
- Nampula - Aérodrome de Nampula
- Pemba - Pemba, Mozambique
- Tete - Aéroport de Chingozi
- Vilanculos - Aéroport de Vilankulo

#### Namibie
- Windhoek - Aéroport international Hosea Kutako de Windhoek
- Walvis Bay - Aéroport de Walvis Bay

#### Zambie
- Livingstone - Aéroport Harry Mwanga Nkumbula de Livingstone
- Lusaka - Aéroport international de Lusaka
- Ndola - Aéroport Simon Mwansa Kapwepwe

#### Zimbabwe
- Harare - Aéroport international d'Harare
- Victoria Falls - Aéroport de Victoria Falls
- Bulawayo - Aéroport international de Joshua Mqabuko Nkomo

### Afrique de l'Ouest

#### Bénin
- Cotonou – Aéroport international de Cotonou

#### Burkina Faso
- Bobo-Dioulasso – Aéroport de Bobo-Dioulasso
- Ouagadougou - Aéroport de Ouagadougou

#### Cap-Vert
- Boa Vista – Aéroport de Rabil
- Sal - Aéroport international Amílcar-Cabral
- Praia - Aéroport international de Praia
- Sao Vicente - Aéroport international Cesária-Évora

#### Centrafrique
- Bangui - Aéroport international M'Poko

#### Côte d'Ivoire
- Abidjan – Aéroport international Félix-Houphouët-Boigny
- Bouaké Aéroport de bouaké
- San Pedro Aéroport de San Pedro

- Yamoussoukro Aéroport de Yamoussoukro
- Korogho Aéroport de korogho
- Odienné Aéroport de Odienné
- San Pedro  Aéroport de San-Pedro

#### Gambie
- Banjul - Aéroport international de Banjul

#### Ghana
- Accra – Aéroport international de Kotoka
- Tamale - Aéroport de Tamale

#### Guinée-Conakry
- Conakry - Aéroport international de Conakry

#### Guinée-Bissau
- Bissau - Aéroport international Osvaldo Vieira de Bissau

#### Liberia
- Monrovia – Aéroport international Roberts

#### Mali
- Bamako – Aéroport international de Bamako-Sénou

#### Mauritanie
- Nouakchott - Aéroport international de Nouakchott-Oumtounsy

#### Niger
- Niamey – Aéroport international Diori Hamani

#### Nigeria
- Abuja – Aéroport international Nnamdi Azikiwe
- Kano – Aéroport international Mallam Aminu Kano
- Lagos – Aéroport international Murtala-Muhammed
- Port Harcourt - Aéroport international de Port Harcourt

#### Sénégal
- Dakar – Aéroport international Léopold-Sédar-Senghor
- Dakar - Aéroport international Blaise-Diagne

#### Sierra Leone
- Freetown – Aéroport international de Lungi

#### Togo
- Lomé – Aéroport international de Lomé-Tokoin
- Niamtougou – Aéroport international de Niamtougou

## Amérique

### Caraïbes

#### Anguilla
- The Valley – Aéroport de Wallblake

#### Antigua-et-Barbuda
- Saint John's (Antigua – Aéroport international V. C. Bird

#### Bahamas
- Nassau – Aéroport international Lynden Pindling
- Chub Cay - Aéroport international de Chub Cay (en)
- Îles Exumas - Aéroport international d'Exuma
- Freeport - Aéroport international de Grand Bahama
- Rock Sound - Aéroport international de Rock Sound (en)
- South Bimini - Aéroport international de South Bimini

#### Barbade
- Bridgetown – Aéroport international Grantley Adams

#### Îles Vierges britanniques
- Road Town – Aéroport international Terrance B. Lettsome (en)

#### Îles Caïmans
- George Town – Aéroport international Owen Roberts

#### Cuba
- Cayo Coco - Aéroport de Jardines del Rey
- La Havane – Aéroport international José Martí
- Holguín – Aéroport d'Holguín
- Santa Clara – Aéroport Abel Santa María
- Varadero – Aéroport Juan Gualberto Gómez

#### Dominique
- Roseau – Aéroport Douglas-Charles

#### République dominicaine
- Barahona – Aéroport international María-Montez
- La Romana – Aéroport international Casa de Campo
- Punta Cana - Aéroport international de Punta Cana
- Samana – Aéroport international El Catey
- San Felipe de Puerto Plata – Aéroport international Gregorio Luperón
- Santiago de los Caballeros – Aéroport international du Cibao
- Saint-Domingue – Aéroport international Las Américas

#### Grenade
- Aéroport de Pointe Salines

#### Guadeloupe
- Pointe-à-Pitre - Aéroport Guadeloupe - Pôle Caraïbes

#### Haïti
- Port-au-Prince – Aéroport international Toussaint-Louverture

#### Jamaïque
- Kingston – Aéroport international Norman-Manley
- Montego Bay – Aéroport international Donald-Sangster

#### Martinique
- Fort-de-France – Aéroport international Martinique-Aimé-Césaire

#### Montserrat
- Gerald's – Aéroport John A. Osborne

#### Antilles néerlandaises
- Kralendijk, Bonaire – Aéroport international Flamingo-Bonaire
- Oranjestad – Aéroport international Reine-Beatrix
- Philipsburg (Saint-Martin) – Aéroport international Princess Juliana
- Willemstad (Curaçao) – Aéroport international Hato

#### Porto Rico
- Aguadilla – Aéroport Rafael Hernández
- San Juan – Aéroport international Luis Muñoz Marín

#### Saint-Barthélemy
- Aéroport Saint-Jean-Gustave-III

#### Saint-Christophe-et-Niévès
- Saint-Christophe – Aéroport international Robert L. Bradshaw

#### Sainte-Lucie
- Vieux-Fort – Aéroport international d'Hewanorra

#### Saint-Vincent-et-les-Grenadines
- Kingstown – Aéroport E. T. Joshua (en)
- Canouan - Aéroport de Canouan (en)

#### Trinité-et-Tobago
- Port-d'Espagne – Aéroport de Piarco
- Tobago – Aéroport international Arthur Napoleon Raymond Robinson (anciennement Aéroport international Crown Pointt)

#### Îles Turques-et-Caïques
- Aéroport international de Providenciales

#### Îles Vierges
- Saint Thomas – Aéroport international Cyril E. King
- Sainte-Croix – Aéroport international Henry E. Rohlsen

### Amérique centrale

#### Belize
- Belize City – Aéroport international Philip S. W. Goldson

#### Costa Rica
- Liberia – Aéroport Daniel-Oduber-Quirós
- San José – Aéroport international Juan Santamaría de San José

#### Salvador
- San Salvador – Aéroport international de San Salvador

#### Guatemala
- Flores – Aéroport international du Monde Maya (Mundo Maya International Airport)
- Guatemala – Aéroport international La Aurora

#### Honduras
- La Ceiba – Aéroport international Golosón
- Roatán – Aéroport international Juan-Manuel-Gálvez
- San Pedro Sula – Aéroport international Ramón-Villeda-Morales
- Tegucigalpa – Aéroport international de Toncontín

#### Nicaragua
- Managua – Aéroport international de Managua
- Bluefields - Aéroport de Bluefields (en)
- Îles du Maïs - Aéroport de Corn Island (en)
- Puerto Cabezas - Aéroport de Puerto Cabezas (en)

#### Panama
- Bocas del Toro – Aéroport international Bocas del Toro "Isla Colón"
- David – Aéroport de David
- Panama – Aéroport international de Tocumen

### Amérique du Nord

#### Bermudes
- Île Saint David – Aéroport international L.F. Wade

#### Canada
- Calgary - Aéroport international de Calgary
- Edmonton - Aéroport international d'Edmonton
- Gander – Aéroport international de Gander
- Halifax – Aéroport international Stanfield d'Halifax
- Hamilton - Aéroport international John C. Munro d'Hamilton
- Kelowna - Aéroport international de Kelowna
- London - Aéroport international de London
- Moncton - Aéroport international du Grand Moncton
- Mont-Tremblant – Aéroport international de Mont-Tremblant
- Montréal - Aéroport international Pierre-Elliott-Trudeau de Montréal
- Ottawa - Aéroport international Macdonald-Cartier d'Ottawa
- Québec – Aéroport international Jean-Lesage de Québec
- Regina – Aéroport international de Regina
- Saskatoon - Aéroport John G. Diefenbaker
- Saint-Jean – Aéroport international de Saint-Jean de Terre-Neuve
- Sydney – Aéroport de Sydney-J.A. Douglas McCurdy
- Toronto – Aéroport international Pearson de Toronto
- Vancouver - Aéroport international de Vancouver
- Victoria – Aéroport international de Victoria
- Winnipeg - Aéroport international James Armstrong Richardson de Winnipeg

#### Groenland
- Kujalleq – Aéroport de Narsarsuaq
- Qaasuitsup – Aéroport d'Ilulissat
- Qeqqata – Aéroport de Kangerlussuaq
- Sermersooq – Aéroport de Kulusuk
- Sermersooq – Aéroport de Nerlerit Inaat
- Nuuk – Aéroport de Nuuk

#### Mexique
- Acapulco – Aéroport international général Juan N. Álvarez
- Aguascalientes – Aéroport international Lic. Jesús Terán Peredo
- Cabo San Lucas - Aéroport international de Cabo San Lucas (en)
- Campeche - Aéroport international Ing. Alberto Acuña Ongay (en)
- Cancún - Aéroport international de Cancún
- Chihuahua – Aéroport international général Roberto Fierro Villalobos
- Ciudad del Carmen - Aéroport international de Ciudad del Carmen
- Cozumel - Aéroport international de Cozumel
- Culiacán - Aéroport international Federal de Bachigualato (en)
- Durango – Aéroport international General Guadalupe Victoria
- Guadalajara – Aéroport international Don Miguel Hidalgo y Costilla
- Huatulco – Aéroport international Bahías de Huatulco
- Ixtapa–Zihuatanejo – Aéroport international d'Ixtapa-Zihuatanejo
- León – Aéroport international Del Bajío
- Loreto - Aéroport international de Loreto
- Manzanillo – Aéroport international Playa de Oro
- Mazatlán – Aéroport international général Rafael Buelna
- Mérida – Aéroport international Manuel Crescencio Rejón (en)
- Mexico - Aéroport international de Mexico
- Monterrey – Aéroport international General Mariano Escobedo
- Morelia – Aéroport international General Francisco J. Mujica (en)
- Oaxaca – Aéroport international Xoxocotlán (en)
- Puebla – Aéroport international Hermanos Serdán
- Puerto Vallarta – Aéroport international Lic. Gustavo Díaz Ordaz
- Saltillo – Aéroport international Plan de Guadalupe (en)
- San José del Cabo – Aéroport international Los Cabos
- San Luis Potosí – Aéroport international de San Luis Potosí
- Querétaro – Aéroport intercontinental de Querétaro
- Tampico – Aéroport international General Francisco Javier Mina
- Tijuana - Aéroport international de Tijuana
- Toluca – Aéroport international Adolfo López Mateos
- Tuxtla Gutiérrez – Aéroport de Tuxtla Gutiérrez
- Torreón – Aéroport international Francisco Sarabia
- Veracruz – Aéroport international General Heriberto Jara (en)
- Villahermosa – Aéroport international Carlos Rovirosa Pérez (en)

#### Saint-Pierre-et-Miquelon
- Saint-Pierre – Aéroport de Saint-Pierre Pointe-Blanche

#### États-Unis
- Akron - Aéroport régional d'Akron-Canton
- Albany - Aéroport international d'Albany
- Albuquerque – Aéroport international d'Albuquerque
- Alexandria - Aéroport international d'Alexandria
- Alice - Aéroport international Austin-Bergstrom
- Allentown - Aéroport international Lehigh Valley
- Anchorage – Aéroport international d'Anchorage Ted-Stevens
- Atlanta – Aéroport Hartsfield-Jackson
- Atlantic City - Aéroport international d'Atlantic City
- Austin - Aéroport Bergstrom
- Bakersfield - Meadows Field
- Baltimore - Aéroport Thurgood Marshall
- Bangor - Aéroport international de Bangor
- Bellingham - Aéroport international de Bellingham
- Billings - Aéroport international de Billings Logan
- Binghamton - Aéroport régional de Binghamton
- Birmingham - Aéroport international de Birmingham-Shuttlesworth
- Boston – Aéroport international de Boston-Logan
- Brownsville - Aéroport international de Brownsville-South Padre Island (en)
- Buffalo - Aéroport Niagara
- Burlington - Aéroport international de Burlington
- Calexico - Aéroport international de Calexico
- Casper - Aéroport international du comté de Natrona
- Charlotte – Aéroport Douglas
- Charleston - Aéroport international de Charleston
- Chicago - Aéroport international de Gary/Chicago
- Chicago - Aéroport international Midway de Chicago
- Chicago – Aéroport international O'Hare de Chicago
- Chicago – Aéroport international de Rockford/Chicago
- Cincinnati - Aéroport international de Cincinnati-Northern Kentucky
- Cleveland - Aéroport international de Cleveland-Hopkins
- Columbus - Aéroport international Port Columbus, Aéroport international Rickenbacker
- Corpus Christi - Aéroport international de Corpus Christi
- Dallas/Fort Worth – Aéroport DFW
- Dayton - Aéroport James M. Cox
- Daytona Beach - Aéroport international de Daytona Beach
- Denver - Aéroport international de Denver
- Del Bonita - Aéroport international Whetstone (en)
- Del Rio - Aéroport international de Del Rio (en)
- Des Moines - Aéroport international de Des Moines
- Détroit - Aéroport métropolitain de Détroit
- Duluth - Aéroport international de Duluth (en)
- Eagle Pass - Maverick County Memorial (en)
- Edinburg - Aéroport international South Texas d'Edinburg (en)
- El Paso - Aéroport international d'El Paso
- Érié - Aéroport international d'Érié (en)
- Fairbanks - Aéroport international de Fairbanks
- Fargo - Aéroport international Hector
- Flint - Aéroport international Bishop de Flint
- Fort Lauderdale – Aéroport Fort Lauderdale-Hollywood
- Fort Myers - Aéroport international du sud-ouest de la Floride
- Fort Wayne - Aéroport international de Fort Wayne (en)
- Fort Worth - Aéroport international de Fort Worth Meacham (en)
- Fresno - Aéroport international de Fresno Yosemite
- Glasgow - Aéroport international de Glasgow
- Grand Rapids - Aéroport international Gerald R. Ford
- Great Falls - Aéroport international de Great Falls
- Green Bay - Aéroport International Austin Straubel
- Greensboro - Aéroport international de Piedmont Triad (en)
- Greenville/Spartanburg - Aéroport international de Greenville-Spartanburg
- Gulfport/Biloxi - Aéroport international de Gulfport-Biloxi
- Harlingen - Aéroport international Valley (en)
- Harrisburg/Middletown - Aéroport international d'Harrisburg
- Honolulu - Aéroport international d'Honolulu
- Houlton - Aéroport international de Houlton (en)
- Houston – Aéroport George-Bush
- Huntsville - Aéroport international de Huntsville
- Indianapolis - Aéroport international d'Indianapolis
- International Falls - Aéroport international de Falls (en)
- Jackson - Aéroport international Jackson-Evers
- Jacksonville - Aéroport international de Jacksonville
- Juneau - Aéroport international de Juneau
- Kalamazoo/Battle Creek - Aéroport international de Kalamazoo-Battle Creek (en)
- Kalispell - Aéroport international de Glacier Park (en)
- Kansas City – Aéroport international de Kansas City
- Key West - Aéroport international de Key West
- Ketchikan - Aéroport international de Ketchikan
- Kalaoa – Aéroport international de Kona
- Lake Charles - Aéroport international Chennault
- Lansing - Aéroport international Capital Region
- Laredo - Aéroport international de Laredo (en)
- Las Cruces - Aéroport international de Las Cruces
- Las Vegas – Aéroport McCarran
- Los Angeles - Aéroport international de Los Angeles
- Louisville – Aéroport international de Louisville
- Lubbock - Aéroport international de Lubbock Preston Smith
- Marquette/Gwinn - Aéroport international Sawyer (en)
- Massena - Aéroport international de Massena (en)
- McAllen - Aéroport international McAllen-Miller (en)
- Medford - Aéroport international Rogue Valley International-Medford
- Melbourne - Aéroport d'Orlando-Melbourne
- Memphis – Aéroport international de Memphis
- Miami - Aéroport international de Miami
- Milwaukee – Aéroport international General Mitchell de Milwaukee
- Minneapolis/Saint Paul – Aéroport international de Minneapolis-Saint-Paul
- Missoula - Aéroport international de Missoula
- Monticello - Aéroport international du comté de Sullivan (en)
- Moses Lake - Aéroport international du comté de Grant (en)
- Myrtle Beach - Aéroport international de Myrtle Beach
- Nashville - Aéroport international de Nashville
- Nouvelle-Orléans – Aéroport Louis Armstrong
- New York – Aéroport international de New York - John-F.-Kennedy
- New York – Aéroport LaGuardia de New York
- Newark – Aéroport international Liberty de Newark
- Newburgh – Aéroport de Newburgh-Stewart
- Newport News – Aéroport international Newport News/Williamsburg (en)
- Niagara Falls - Aéroport international des Niagara Falls
- Norfolk - Aéroport international de Norfolk
- North Charleston – Aéroport international de Charleston
- Oakland – Aéroport international d'Oakland
- Ogdensburg – Aéroport international d'Ogdensburg (en)
- Ontario – Aéroport international d'Ontario
- Orlando – Aéroport international d'Orlando
- Palm Springs – Aéroport international de Palm Springs
- Panama City Beach – Aéroport international des plages du nord-ouest de la Floride
- Pensacola – Aéroport de Pensacola
- Peoria – Aéroport international General Wayne A. Downing Peoria (en)
- Philadelphie - Aéroport international de Philadelphie
- Phoenix – Aéroport Sky Harbor
- Pittsburgh - Aéroport international de Pittsburgh
- Plattsburgh - Aéroport international de Plattsburgh
- Pontiac - Aéroport international du comté d'Oakland (en)
- Port Angeles - Aéroport international William R. Fairchild
- Port Huron - Aéroport international du comté de St. Clair (en)
- Portland, Maine – Aéroport international de Portland (Maine)
- Portland, Oregon – Aéroport international de Portland
- Portsmouth - Aéroport international Portsmouth at Pease (en)
- Port Townsend - Aéroport international du comté de Jefferson (en)
- Providence - Aéroport international T.F. Green
- Quad Cities - Aéroport international de Quad Cities (en)
- Raleigh – Aéroport international de Raleigh-Durham
- Reno - Aéroport international de Reno-Tahoe
- Richmond – Aéroport international de Richmond
- Rochester (Minnesota) - Aéroport international de Rochester (en)
- Rochester, New York - Aéroport international de Rochester
- Sacramento – Aéroport international de Sacramento
- Saginaw - Aéroport international MBS (en)
- Saint-Louis – Aéroport international de Lambert-Saint Louis
- Salt Lake City - Aéroport international de Salt Lake City
- San Antonio - Aéroport international de San Antonio
- San Diego - Aéroport international de San Diego
- San Francisco - Aéroport international de San Francisco
- San José – Aéroport international de San José
- Santa Ana/Comté d'Orange – Aéroport John Wayne
- Sarasota/Bradenton - Aéroport de Sarasota-Bradenton
- Sault Ste. Marie - Aéroport international du comté de Chippewa (en)
- Savannah - Aéroport international de Savannah/Hilton Head
- Seattle - Aéroport Tacoma
- Spokane - Aéroport international de Spokane
- St. Petersburg - Aéroport de St. Petersburg-Clearwater
- Sweetgrass - Aéroport international Ross (en)
- Syracuse - Aéroport Hancock
- Tampa – Aéroport international de Tampa
- Toledo - Aéroport express de Toledo
- Tucson – Aéroport international de Tucson
- Tulsa - Aéroport International de Tulsa
- Washington – Aéroport Dulles
- Watertown - Aéroport de Watertown
- West Palm Beach – Aéroport international de Palm Beach
- Wilkes-Barre/Scranton - Aéroport Scranton
- Wilmington - Aéroport international de Wilmington (en)
- Windsor Locks - Aéroport Bradley
- Yuma - Aéroport international de Yuma (en)

### Amérique du Sud

#### Argentine
- Buenos Aires – Aéroport international d'Ezeiza
- Buenos Aires – Aéroport Jorge-Newbery
- Córdoba – Aéroport international Ingeniero Ambrosio L.V. Taravella
- Mendoza – Aéroport international Governor Francisco Gabrielli
- Oruro - Aéroport international Juan Mendoza
- Puerto Iguazú – Aéroport des chutes d'Iguazú
- Río Gallegos – Aéroport international Piloto Civil Norberto Fernández
- Rio Grande - Aéroport international Gob. Ramón Trejo Noel
- Salta - Aéroport international Martín Miguel de Güemes
- San Carlos de Bariloche – Aéroport international Teniente Luis Candelaria (en)
- San Fernando - Aéroport international de San Fernando
- Trelew – Aéroport Almirante Marcos A. Zar Airport (en)
- Ushuaïa - Aéroport international d'Ushuaïa

#### Bolivie
- Cochabamba - Aéroport international Jorge Wilstermann
- La Paz – Aéroport international El Alto
- Puerto Suárez - Aéroport international de Puerto Suárez
- Santa Cruz de la Sierra – Aéroport international de Viru Viru

#### Brésil
- Aracaju – Aéroport Santa Maria (en)
- Bagé – Aéroport international de Bagé (en)
- Belém – Aéroport international Val de Cães
- Belo Horizonte – Aéroport international Tancredo Neves
- Boa Vista – Aéroport international de Boa Vista
- Brasília – Aéroport international Presidente Juscelino Kubitschek
- Cabo Frio – Aéroport international de Cabo Frio (en)
- Campinas – Aéroport international de Viracopos/Campinas
- Campo Grande – Aéroport international de Campo Grande
- Cruzeiro do Sul – Aéroport international de Cruzeiro do Sul
- Cuiabá – Aéroport international Marechal Rondon (en)
- Curitiba – Aéroport international de Curitiba
- Florianópolis – Aéroport international Hercílio-Luz
- Fortaleza – Aéroport international de Fortaleza
- Foz do Iguaçu – Aéroport international de Foz do Iguaçu
- Goiânia – Aéroport international Santa Genoveva
- João Pessoa – Aéroport international Presidente Castro Pinto
- Macapá – Aéroport international de Macapá
- Maceió – Aéroport international Zumbi dos Palmares
- Manaus – Aéroport de Manaus-Eduardo Gomes
- Navegantes – Aéroport international Ministro Victor Konder
- Natal – Aéroport international Augusto Severo (en)
- Parnaíba – Aéroport international de Parnaíba (en)
- Petrolina – Aéroport Senador Nilo Coelho
- Ponta Porã – Aéroport international de Ponta Porã (en)
- Porto Alegre – Aéroport international Salgado Filho
- Porto Seguro – Aéroport de Porto Seguro (en)
- Porto Velho – Aéroport international Governador Jorge Teixeira de Oliveira (en)
- Recife – Aéroport international de Recife
- Rio Branco – Aéroport international de Rio Branco
- Rio de Janeiro – Aéroport international de Rio de Janeiro-Galeão
- Salvador – Aéroport international de Salvador
- Santarém – Aéroport international de Santarém
- São Carlos – Aéroport de São Carlos
- São Luís – Aéroport international Marechal Cunha Machado
- São Paulo – Aéroport international de Guarulhos
- Tabatinga – Aéroport international de Tabatinga
- Vitória – Aéroport international de Vitória

#### Chili
- Antofagasta – Aéroport d'Antofagasta
- Concepción - Aéroport international Carriel Sur
- Puerto Montt - Aéroport international El Tepual
- Punta Arenas - Aéroport international Presidente Carlos Ibáñez del Campo
- Santiago du Chili – Aéroport international Arturo-Merino-Benítez

#### Colombie
- Armenia – Aéroport international El Edén
- Barranquilla – Aéroport international Ernesto Cortissoz
- Bogota – Aéroport international El Dorado
- Bucaramanga – Aéroport international Palonegro
- Cali – Aéroport international Alfonso Bonilla Aragón
- Carthagène des Indes – Aéroport international Rafael Núñez
- Cúcuta – Aéroport international Camilo Daza
- Leticia – Aéroport international Alfredo Vásquez Cobo
- Medellín – Aéroport international José María Córdova
- Pereira – Aéroport international Matecaña
- San Andrés – Aéroport international Gustavo Rojas Pinilla
- Santa Marta – Aéroport international Simón-Bolívar

#### Équateur
- Guayaquil – Aéroport international José Joaquín de Olmedo
- Quito – Aéroport international Mariscal Sucre
- Tulcán – Aéroport international Teniente Coronel Luis a Mantilla

#### Guyane Française
- Cayenne - Aéroport international Félix Éboué

#### Guyana
- Georgetown – Aéroport international Cheddi Jagan

#### Îles Malouines
- Mount Pleasant – RAF Mount Pleasant

#### Paraguay
- Asuncion – Aéroport international Silvio Pettirossi
- Ciudad del Este – Aéroport international Guaraní

#### Pérou
- Arequipa – Aéroport Rodriguez Ballon
- Cusco – Aéroport international Alejandro Velasco Astete
- Lima – Aéroport international Jorge Chávez

#### Suriname
- Paramaribo – Aéroport international Johan Adolf Pengel

#### Uruguay
- Montevideo – Aéroport international de Carrasco
- Punta del Este – Aéroport international Capitan Corbeta CA Curbelo (en)

#### Venezuela
- Caracas – Aéroport international Maiquetía - Simón Bolívar
- Maracaibo – Aéroport international La Chinita
- Valencia – Aéroport international Arturo Michelena

## Asie

### Asie centrale

#### Kazakhstan
- Aktaou - Aéroport d'Aktaou
- Almaty - Aéroport international d'Almaty
- Astana - Aéroport international d'Astana
- Atyraou - Aéroport d'Atyraou
- Karaganda - Aéroport de Sary-Arka
- Kostanaï - Aéroport de Kostanaï
- Chimkent - Aéroport international de Chimkent
- Ouralsk – Aéroport Ak Zhol d'Oural

#### Kirghizistan
- Bishkek – Aéroport international de Manas
- Och - Aéroport d'Och

#### Tadjikistan
- Douchanbé - Aéroport international de Douchanbé
- Khodjent - Aéroport international de Khodjent
- Qurghonteppa - Aéroport international de Qurghonteppa

#### Turkménistan
- Achgabat - Aéroport d'Achgabat

#### Ouzbékistan
- Boukhara - Aéroport de Boukhara
- Namangan - Aéroport de Namangan (en)
- Samarcande - Aéroport de Samarcande
- Tachkent - Aéroport international de Tachkent

### Asie de l'Est

#### Corée du Nord
- Pyongyang – Aéroport Sunan

#### Corée du Sud
- Busan – Aéroport international de Gimhae
- Daegu – Aéroport international de Daegu
- Jeju – Aéroport international de Jeju
- Séoul – Aéroport Gimpo
- Incheon – Aéroport international d'Incheon
- Cheongju - Aéroport de Cheongju
- Muan - Aéroport international de Muan
- Yangyang - Aéroport international de Yangyang

#### Hong Kong
- Hong Kong - Aéroport international de Hong Kong

#### Japon
- Akita – Aéroport d'Akita
- Aomori – Aéroport d'Aomori
- Fukuoka – Aéroport de Fukuoka
- Hakodate- Aéroport de Hakodate
- Kagoshima – Aéroport de Kagoshima
- Komatsu – Aéroport de Komatsu
- Hiroshima - Aéroport de Hiroshima
- Ibaraki - Aéroport d'Ibaraki
- Kitakyūshū – Aéroport de New Kitakyushu
- Nagasaki – Aéroport de Nagasaki
- Nagoya – Aéroport international du Chūbu
- Naha - Aéroport de Naha
- Niigata – Aéroport de Niigata
- Ōita – Aéroport d'Ōita
- Okayama – Aéroport d'Okayama
- Osaka – Aéroport international du Kansai
- Osaka - Aéroport international d'Osaka (ou Osaka-Itame)
- Sapporo – Aéroport New Chitose
- Sendai – Aéroport de Sendai
- Shizuoka – Aéroport de Shizuoka
- Tokyo\Yokohama – Aéroport Haneda
- Tokyo\Yokohama – Aéroport Narita

#### Macao
- Macao - Aéroport international de Macao

#### Mongolie
- Oulan-Bator – Aéroport international Gengis Khan

#### République populaire de Chine
- Canton - Aéroport Baiyun
- Changchun - Aéroport international de Changchun Longjia
- Changsha - Aéroport international de Changsha Huanghua
- Chengdu - Aéroport international de Chengdu-Shuangliu
- Chongqing - Aéroport international de Chongqing Jiangbei
- Dalian - Aéroport international de Dalian Zhoushuizi
- Fuzhou - Aéroport international de Fuzhou Changle
- Guilin - Aéroport international de Guilin Liangjiang
- Guiyang - Aéroport international de Guiyang Longdongbao
- Haikou - Aéroport international de Haikou Meilan
- Hangzhou - Aéroport international de Hangzhou Xiaoshan
- Harbin- Aéroport international de Harbin Taiping
- Hefei - Aéroport international de Hefei Xinqiao
- Hohhot - Aéroport international de Hohhot Baita
- Huangshan - Aéroport international de Huangshan Tunxi
- Jieyang - Aéroport international de Jieyang Chaoshan
- Jinan - Aéroport international de Jinan Yaoqiang
- Kunming - Aéroport international de Kunming Changshui (remplace Kunming-Wujiaba)
- Lanzhou - Aéroport de Lanzhou Zhongchuan
- Lhassa - Aéroport de Lhassa Gonggar
- Mudanjiang - Aéroport international de Mudanjiang Hailang
- Nanchang - Aéroport international de Nanchang Changbei
- Nankin - Aéroport international de Nankin Lukou
- Nanning - Aéroport international de Nanning Wuxu
- Ningbo - Aéroport international de Ningbo Lishe
- Pékin - Aéroport international de Pékin
- Qingdao - Aéroport international de Qingdao Liuting
- Quanzhou - Aéroport international de Quanzhou Jinjiang
- Sanya - Aéroport international de Sanya Phoenix
- Shanghai - Aéroport international de Shanghai Hongqiao
- Shanghai - Aéroport international de Shanghai Pudong
- Shenyang - Aéroport international de Shenyang Taoxian
- Shenzen - Aéroport international de Shenzhen Bao'an
- Shijiazhuang - Aéroport international de Shijiazhuang Zhengding
- Taiyuan - Aéroport international de Taiyuan Wusu
- Tianjin - Aéroport international de Tianjin Binhai
- Ürümqi - Aéroport international d'Ürümqi Diwopu
- Weihai - Aéroport international de Wēihǎi Dàshuǐbó
- Wenzhou - Aéroport international de Wenzhou Longwan
- Wuhan - Aéroport international de Wuhan Tianhe
- Wuxi - Aéroport international de Sunan Shuofang
- Xiamen - Aéroport international de Xiàmén Gāoqí
- Xi'an - Aéroport international de Xi'an Xianyang
- Yanji - Aéroport de Yanji Chaoyangchuan
- Yantai - Aéroport international de Yantai Laishan
- Zhengzhou - Aéroport international de Zhengzhou Xinzheng

#### République de Chine
- Kaohsiung- Aéroport international de Kaohsiung
- Taichung - Aéroport de Taichung
- Taipei - Aéroport de Taipei Songshan
- Taipei – Aéroport international Taiwan Taoyuan

### Asie du Sud

#### Bangladesh
- Chittagong – Aéroport international Shah Amanat
- Dacca – Aéroport international Shah Jalal
- Sylhet – Aéroport international Osmani

#### Bhoutan
- Paro – Aéroport international de Paro

#### Inde
- Ahmedabad - Aéroport international Sardar Vallabhbhai Patel
- Amritsar - Aéroport international de Raja Sansi
- Bangalore - Aéroport international Kempegowda
- Bhubaneswar - Aéroport Biju Patnaik de Bhubaneswar
- Bombay – Aéroport international Chhatrapati-Shivaji
- Calcutta – Aéroport international Netaji Subhash Chandra Bose
- Calicut - Aéroport international de Calicut
- Chennai - Aéroport international de Chennai
- Vasco da Gama - Aéroport international de Goa
- Cochin - Aéroport international de Cochin
- Coimbatore - Aéroport international de Coimbatore
- Delhi – Aéroport international Indira Gandhi
- Guwahati - Aéroport international Lokpriya Gopinath Bordoloi
- Hyderabad – Aéroport international d'Hyderabad
- Jaipur - Aéroport de Jaipur
- Lucknow - Aéroport international Chaudhary Charan Singh
- Mangalore - Aéroport international de Mangalore
- Nagpur - Aéroport international Dr. Babasaheb Ambedkar de Nagpur
- Pune - Aéroport de Pune
- Ranchi - Aéroport international de Birsa Munda
- Siliguri - Aéroport de Bagdogra
- Trichy - Aéroport international de Trichy
- Trivandrum - Aéroport international de Trivandrum
- Varanasi - Aéroport de Lal Bahadur Shastri
- Visakhapatnam - Aéroport de Visakhapatnam

#### Népal
- Katmandou – Aéroport international Tribhuvan

#### Maldives
- Malé - Aéroport international de Malé
- Aéroport international de Gan

#### Pakistan
- Bahawalpur - Aéroport international de Bahawalpur
- Dera Ghazi Khan - Aéroport international de Dera Ghazi Khan
- Faisalabad - Aéroport international de Faisalabad
- Gwadar - Aéroport international de Gwadar
- Islamabad – Aéroport international Benazir Bhutto
- Islamabad - Aéroport international Gandhara (En construction)
- Karachi – Aéroport international Jinnah
- Lahore – Aéroport international Allama Iqbal
- Multan - Aéroport international de Multan
- Peshawar – Aéroport international de Peshawar
- Quetta - Aéroport international de Quetta
- Rahim Yar Khan – Aéroport international Shaikh Zayed
- Sialkot - Aéroport international de Sialkot
- Turbat - Aéroport international de Turbat
- Hyderabad - Aéroport international de Hyderabad

#### Sri Lanka
- Colombo – Aéroport international Bandaranaike
- Hambantota - Aéroport Mattala Rajapaksa de Hambantota

### Asie du Sud-Est

#### Birmanie
- Mandalay - Aéroport international de Mandalay
- Rangoun - Aéroport international de Yangon
- Naypyidaw - Aéroport international de Naypyidaw

#### Brunei
- Bandar Seri Begawan – Aéroport international de Bandar Seri Begawan

#### Cambodge
- Phnom Penh - Aéroport international de Phnom Penh
- Siem Reap – Aéroport international de Siem Reap-Angkor

#### Timor Oriental
- Dili – Aéroport international de Dili

#### Indonésie
- Ambon - Aéroport Pattimura
- Balikpapan - Aéroport international Sultan Aji Muhamad Sulaiman
- Bandung - Aéroport international Husein Sastranegara
- Banjarmasin - Aéroport Syamsudin Noor
- Denpasar - Aéroport international Ngurah Rai
- Jakarta - Aéroport international Soekarno-Hatta
- Jayapura - Aéroport Sentani
- Kendari - Aéroport Haluoleo
- Kupang - Aéroport El Tari
- Makassar – Aéroport international Sultan Hasanuddin
- Manado – Aéroport international Sam Ratulangi
- Mataram – Aéroport international de Lombok
- Medan – Aéroport international de Kuala Namu
- Padang – Aéroport international Minangkabau
- Palembang – Aéroport international Sultan Mahmud Badaruddin II
- Palu - Aéroport Mutiara
- Pekanbaru – Aéroport international Sultan Syarif Qasim II
- Samarinda - Aéroport international de Samarinda
- Semarang – Aéroport international Achmad Yani
- Surabaya – Aéroport international Juanda
- Solo – Aéroport international Adisumarmo
- Yogyakarta – Aéroport international Adisutjipto

#### Laos
- Luang Prabang - Aéroport international de Luang Prabang
- Paksé - Aéroport de Paksé
- Vientiane – Aéroport international de Wattay

#### Malaisie
- Ipoh – Aéroport Sultan Azlan Shah
- Johor Bahru – Aéroport international de Senai
- Kota Kinabalu - Aéroport international de Kota Kinabalu
- Kuala Lumpur - Aéroport international de Kuala Lumpur
- Kuching - Aéroport international de Kuching
- Aéroport international de Langkawi
- Aéroport international de Malacca
- Aéroport international de Penang
- Subang Jaya – Aéroport Sultan Abdul Aziz Shah
- Kuantan - Aéroport Sultan Haji Ahmad Shah

#### Philippines
- Ángeles – Aéroport international de Clark
- Bacolod - Aéroport international Bacolod-Silay
- Cagayán de Oro - Aéroport international de Laguindingan
- Cebu – Aéroport international de Mactan-Cebu
- Davao – Aéroport international Francisco Bangoy
- General Santos - Aéroport international de General Santos
- Iloilo - Aéroport international d'Iloilo
- Kalibo - Aéroport international de Kalibo
- Laoag – Aéroport international de Laoag
- Legazpi - Aéroport international de Legazpi City
- Manille – Aéroport international Ninoy Aquino
- Olongapo - Aéroport international de Subic Bay
- Puerto Princesa - Aéroport international de Puerto Princesa
- Zamboanga – Aéroport international de Zamboanga

#### Singapour
- Aéroport de Singapour Changi

#### Thaïlande
- Bangkok – Aéroport Suvarnabhumi de Bangkok
- Bangkok - Aéroport international Don Muang
- Chiang Mai - Aéroport international de Chiang Mai
- Chiang Rai – Aéroport international Mae Fah Luang
- Rayong/Pattaya - Aéroport de Pattaya-U-Tapao
- Hat Yai - Aéroport international de Hat Yai
- Krabi - Aéroport de Krabi
- Phuket – Aéroport international de Phuket
- Surat Thani – Aéroport de Surat Thani
- Ko Samui - Aéroport international de Ko Samui
- Udon Thani – Aéroport international d'Udon Thani

#### Vietnam
- Đà Nẵng - Aéroport international de Đà Nẵng
- Hanoi – Aéroport international de Nội Bài
- Ho Chi Minh Ville – Aéroport international de Tân Sơn Nhất
- Cần Thơ - Aéroport international de Cần Thơ
- Hai Phong - Aéroport de Cat Bi
- Hué - Aéroport international de Phú Bài
- Phú Quốc - Aéroport international de Phú Quốc
- Khanh Hoa - Aéroport de Cam Ranh
- Quang Nam - Aéroport de Chu Lai

### Asie du Sud-Ouest etMoyen-Orient

#### Afghanistan
- Kaboul - Aéroport international de Kaboul
- Kandahar - Aéroport international de Kandahar

#### Arabie saoudite
- Dammam – Aéroport international du roi Fahd
- Djeddah – Aéroport international Roi-Abdelaziz
- Médine – Aéroport international Prince Mohammad Bin Abdulaziz
- Riyad – Aéroport international du roi Khaled

#### Bahreïn
- Manama – Aéroport international de Bahreïn

#### Émirats arabes unis
- Abu Dhabi - Aéroport international d'Abu Dhabi
- Al-Aïn - Aéroport international d'Al Ain
- Charjah – Aéroport international de Charjah
- Dubaï - Aéroport international de Dubaï
- Fujaïrah – Aéroport international de Fujaïrah
- Jebel Ali - Aéroport international Al Maktoum
- Ras el Khaïmah - Aéroport international de Ras Al Khaimah

#### Iran
- Bandar Abbas - Aéroport international de Bandar Abbas
- Birjand - Aéroport international de Birjand
- Ispahan - Aéroport international Shahid Beheshti
- Kish – Aéroport de l'île de Kish
- Mashhad - Aéroport international Shahid Hashemi Nejad
- Qeshm - Aéroport Dayrestan
- Chiraz - Aéroport international Shahid Dastghaib
- Aéroport international de Tabriz
- Téhéran - Aéroport international Imam Khomeini
- Téhéran - Aéroport international Mehrabad

#### Irak
- Bagdad - Aéroport international de Bagdad
- Bassorah - Aéroport international de Bassorah
- Erbil – Aéroport international d'Erbil
- Mossoul - Aéroport international de Mossoul
- Najaf - Aéroport international de Najaf
- Souleimaniye - Aéroport international de Souleimaniye
- Aéroport international de Diyala

#### Israël
- Eilat - Aéroport international Ovda
- Tel Aviv-Jaffa – Aéroport international de Tel Aviv-David Ben Gourion
- Haïfa - Aéroport d'Haïfa

#### Jordanie
- Aqaba – Aéroport international Roi-Hussein
- Amman – Aéroport international Reine-Alia
- Amman – Aéroport civil d'Amman

#### Koweït
- Aéroport international de Koweït

#### Liban
- Beyrouth - Aéroport international de Beyrouth - Rafic Hariri

#### Oman
- Mascate – Aéroport international de Mascate
- Salalah - Aéroport de Salalah

#### Qatar
- Doha - Aéroport international Hamad (Remplace l'Aéroport international de Doha)

#### Syrie
- Alep - Aéroport international d'Alep
- Damas - Aéroport international de Damas
- Lattaquié – Aéroport international Bassel Al-Assad

#### Turquie
- Adana – Aéroport international d'Adana-Sakirpasa
- Ankara – Aéroport international Esenboğa
- Antalya - Aéroport d'Antalya
- Antioche - Aéroport d'Hatay
- Bodrum – Aéroport de Bodrum-Milas
- Bursa – Aéroport de Yenişehir
- Dalaman - Aéroport de Dalaman
- Gaziantep – Aéroport international de Gaziantep-Oğuzeli
- Istanbul – Aéroport international Atatürk
- Istanbul – Aéroport international Sabiha Gökçen
- İzmir – Aéroport Adnan-Menderes
- Kayseri – Aéroport international de Kayseri-Erkilet
- Konya - Aéroport de Konya
- Kütahya - Aéroport de Zafer (en)
- Malatya – Aéroport Erhaç (en)
- Nevşehir – Aéroport de Nevşehir-Cappadoce
- Samsun - Aéroport de Samsun-Çarşamba
- Trabzon - Aéroport de Trabzon
- Zonguldak - Aéroport de Zonguldak (en)

#### Yémen
- Aden - Aéroport d'Aden
- Sanaa - Aéroport international El Rahaba

## Europe

### Albanie
- Tirana – Aéroport international de Tirana

### Allemagne
- Baden-Baden/Karlsruhe – Aéroport Karlsruhe-Baden-Baden
- Berlin – Aéroport Tegel
- Berlin – Aéroport Schönefeld
- Berlin - Aéroport Brandenburg-Willy-Brandt
- Brême - Aéroport de Brême
- Cologne/Bonn - Aéroport Konrad-Adenauer
- Dortmund - Aéroport de Dortmund
- Dresde - Aéroport de Dresde
- Düsseldorf - Aéroport de Düsseldorf
- Erfurt - Aéroport d'Erfurt-Weimar
- Francfort - Aéroport de Francfort
- Francfort- Aéroport Hahn
- Friedrichshafen - Aéroport de Friedrichshafen
- Hambourg - Aéroport de Hambourg
- Hanovre – Aéroport Langenhagen
- Leipzig – Aéroport Halle
- Lübeck - Aéroport de Lübeck
- Memmingen - Aéroport de Memmingen
- Munich - Aéroport Franz-Josef-Strauss
- Münster - Aéroport international de Münster/Osnabrück
- Nuremberg - Aéroport de Nuremberg
- Stuttgart - Aéroport de Stuttgart
- Weeze - Aéroport de Weeze

### Arménie
- Yerevan – Aéroport international Zvartnots
- Gyumri - Aéroport international Shirak

### Azerbaïdjan
- Bakou – Aéroport international Heydar Aliyev
- Gandja – Aéroport international de Gandja
- Nakhitchevan - Aéroport de Nakhitchevan

### Autriche
- Graz - Aéroport de Graz
- Klagenfurt - Aéroport de Klagenfurt
- Innsbruck - Aéroport d'Innsbruck
- Linz - Aéroport de Linz
- Salzbourg - Aéroport Wolfgang-Amadeus-Mozart
- Vienne - Aéroport Schwechat

### Biélorussie
- Minsk - Aéroport international de Minsk

### Belgique
- Anvers - Aéroport d'Anvers
- Bruxelles - Aéroport de Bruxelles
- Charleroi – Aéroport Bruxelles-Sud
- Liège - Aéroport de Liège
- Ostende/Bruges - Aéroport d'Ostende-Bruges

### Bosnie-Herzégovine
- Banja Luka - Aéroport international de Banja Luka
- Sarajevo - Aéroport international de Sarajevo
- Tuzla - Aéroport international de Tuzla
- Mostar- Aéroport de Mostar

### Bulgarie
- Bourgas - Aéroport de Bourgas
- Plovdiv – Aéroport de Plovdiv
- Sofia- Aéroport de Sofia
- Varna - Aéroport de Varna

### Croatie
- Dubrovnik - Aéroport de Dubrovnik
- Osijek - Aéroport d'Osijek
- Pula - Aéroport de Pula
- Rijeka - Aéroport de Rijeka
- Split – Aéroport de Split
- Zadar - Aéroport de Zadar
- Zagreb - Aéroport de Zagreb

### Chypre
- Larnaca - Aéroport international de Larnaca
- Paphos - Aéroport international de Paphos

### Chypre du Nord
- Aéroport international Ercan

### Danemark
- Aalborg - Aéroport d'Aalborg
- Aarhus - Aéroport d'Aarhus
- Billund – Aéroport de Billund
- Copenhague- Aéroport de Copenhague

### Îles Féroé
- Vágar – Aéroport de Vagar

### Espagne
- La Corogne – Aéroport d'Alvedro
- Alicante - Aéroport d'Alicante
- Almería - Aéroport d'Almeria
- Asturies - Aéroport des Asturies
- Barcelone - Aéroport El Prat
- Bilbao - Aéroport international de Bilbao
- Ciudad Real - Aéroport Central-Ciudad Real
- Fuerteventura - Aéroport de Fuerteventura
- Gérone - Aéroport Costa Brava
- Grande Canarie - Aéroport de Gran Canaria
- Grenade - Aéroport Federico-García-Lorca
- Huesca - Aéroport de Huesca-Pyrénées
- Ibiza - Aéroport d'Ibiza
- Jerez de la Frontera – Aéroport de Jerez
- Santa Cruz de la Palma – Aéroport de La Palma
- Lanzarote - Aéroport de Lanzarote
- Lérida – Aéroport de Lleida-Alguaire
- Madrid - Aéroport Barajas
- Malaga - Aéroport de Malaga
- Minorque – Aéroport de Minorque
- Murcie - Aéroport de Murcia-San Javier
- Palma de Majorque - Aéroport de Palma de Majorque
- Reus - Aéroport de Reus
- Santander – Aéroport de Santander
- Saint-Jacques-de-Compostelle - Aéroport de Saint-Jacques-de-Compostelle
- Saragosse - Aéroport de Saragosse
- Séville - Aéroport de Séville
- Tenerife - Aéroport Sud
- Tenerife - Aéroport Nord
- Valence – Aéroport de Valence
- Valladolid - Aéroport de Valladolid
- Vigo - Aéroport de Vigo-Peinador

### Estonie
- Tallinn – Aéroport international de Tallinn (Aéroport Lennart Meri)
- Tartu - Aéroport de Tartu

### Finlande
- Helsinki - Aéroport de Helsinki-Vantaa
- Kittilä - Aéroport de Kittilä
- Kuopio - Aéroport de Kuopio
- Kuusamo - Aéroport de Kuusamo
- Lappeenranta - Aéroport de Lappeenranta
- Aéroport de Mariehamn (Åland)
- Oulu - Aéroport d'Oulu
- Rovaniemi - Aéroport de Rovaniemi
- Tampere - Aéroport de Tampere-Pirkkala
- Turku - Aéroport de Turku
- Vaasa- Aéroport de Vaasa

### France
- Ajaccio – Aéroport Napoléon-Bonaparte (Anc. Aéroport Campo dell'Oro)
- Bastia – Aéroport Poretta
- Beauvais - Aéroport Tillé
- Bergerac – Aéroport Dordogne-Périgord
- Béziers - Aéroport Cap d'Agde
- Biarritz/Bayonne - Aéroport Anglet
- Bordeaux – Aéroport Mérignac
- Brest – Aéroport Bretagne
- Caen - Aéroport Carpiquet
- Calvi - Aéroport Sainte-Catherine
- Carcassonne – Aéroport Salvaza
- Châlons-en-Champagne – Aéroport Vatry
- Chambéry - Aéroport Savoie
- Clermont-Ferrand - Aéroport Auvergne
- Deauville - Aéroport Saint-Gatien-Des-Bois
- Dinard – Aéroport Pleurtuit Saint-Malo
- Figari - Aéroport Sud Corse
- Grenoble - Aéroport Isère
- La Rochelle - Aéroport île de Ré
- Lille - Aéroport Lesquin
- Limoges – Aéroport Bellegarde
- Lyon – Aéroport Saint-Exupéry
- Marseille – Aéroport Provence
- Metz/Nancy - Aéroport Lorraine
- Montpellier - Aéroport Méditerranée
- Mulhouse – Aéroport international de Bâle-Mulhouse-Fribourg
- Nantes - Aéroport-Atlantique
- Nice – Aéroport Côte d'Azur
- Nîmes – Aéroport Garons
- Paris – Aéroport Roissy-CDG
- Paris – Aéroport Orly
- Pau – Aéroport Pau-Pyrénées
- Perpignan – Aéroport Rivesaltes
- Poitiers – Aéroport Biard
- Rennes - Aéroport de Rennes
- Rodez – Aéroport Aveyron
- Strasbourg - Aéroport Entzheim
- Tarbes/Lourdes - Aéroport Pyrénées
- Toulon – Aéroport Hyères
- Toulouse – Aéroport Blagnac
- Tours - Aéroport Val de Loire

### Géorgie
- Batoumi - Aéroport international de Batoumi
- Koutaïssi - Aéroport international de Koutaïssi
- Tbilissi - Aéroport international de Tbilissi

### Gibraltar
- Aéroport de Gibraltar

### Grèce
- Athènes - Aéroport Elefthérios-Venizélos
- La Canée - Aéroport international de La Canée
- Céphalonie - Aéroport international de Céphalonie
- Chios - Aéroport de l'île de Chios
- Corfou – Aéroport Ioánnis-Kapodístrias
- Héraklion - Aéroport international d'Héraklion Níkos-Kazantzákis
- Kalamata - Aéroport de Kalamata
- Karpathos - Aéroport de l'île de Karpathos
- Kavala - Aéroport international de Kavala
- Kos - Aéroport international de l'île de Kos
- Mykonos - Aéroport de l'île de Mykonos
- Mytilène - Aéroport international de Mytilène
- Patras - Aéroport d'Araxos
- Préveza – Aéroport d'Aktion
- Rhodes - Aéroport de Rhodes
- Samos - Aéroport de Samos
- Santorin - Aéroport de Santorin (Thira)
- Skiathos - Aéroport de Skiathos
- Skyros - Aérodrome de Skyros
- Thessalonique - Aéroport international de Thessalonique «Makédonia»
- Vólos – Aéroport de Néa Anchíalos
- Zante - Aéroport international de Zante

### Guernesey
- Aéroport de Guernesey

### Hongrie
- Budapest - Aéroport international de Budapest-Ferenc Liszt
- Debrecen - Aéroport international de Debrecen
- Győr - Aéroport de Győr-Pér
- Pécs - Aéroport international de Pécs-Pogány
- Sármellék - Aéroport international Hévíz-Balaton (FlyBalaton)

### Islande
- Akureyri – Aéroport d'Akureyri
- Reykjavik – Aéroport international de Keflavík

### Irlande
- Cork – Aéroport de Cork
- Dublin - Aéroport international de Dublin
- Kerry – Aéroport de Kerry
- Knock – Aéroport de Knock
- Limerick – Aéroport de Shannon

### Île de Man
- Aéroport du Ronaldsway

### Italie
- Alghero – Aéroport d'Alghero-Fertilia
- Ancône - Aéroport d'Ancône-Falconara
- Bari - Aéroport de Bari
- Bergame – Aéroport de Bergame-Orio al Serio
- Bologne - Aéroport Borgo Panigale-Guglielmo Marconi
- Brescia - Aéroport de Brescia
- Brindisi - Aéroport de Brindisi
- Cagliari - Aéroport de Cagliari-Elmas
- Catane – Aéroport de Catane-Fontanarossa
- Coni - Aéroport international de Coni
- Florence – Aéroport Peretola
- Gênes – Aéroport Christophe-Colomb
- Lamezia Terme - Aéroport de Lamezia Terme
- Milan – Aéroport Malpensa
- Milan – Aéroport Linate
- Naples – Aéroport Capodichino
- Olbia – Aéroport d'Olbia
- Palerme - Aéroport de Palerme
- Parme - Aéroport de Parme
- Pérouse – Aéroport de Pérouse-Sant'Egidio
- Pescara – Aéroport des Abruzzes
- Pise – Aéroport international Galileo-Galilei
- Reggio de Calabre - Aéroport de Reggio de Calabre
- Rimini – Aéroport Federico-Fellini
- Rome – Aéroport Fiumicino Léonard-de-Vinci
- Rome – Aéroport Ciampino-Giovan Battista Pastine
- Trapani – Aéroport de Trapani (Aéroport Vincenzo-Florio)
- Trévise - Aéroport de Trévise
- Trieste – Aéroport du Frioul-Vénétie julienne
- Turin – Aéroport Caselle-Sandro-Pertini
- Venise - Aéroport Marco Polo
- Vérone - Aéroport de Vérone

### Jersey
- Aéroport de Jersey

### Kosovo
- Pristina - Aéroport international de Pristina

### Lettonie
- Riga - Aéroport international de Riga
- Ventspils - Aéroport international de Ventspils

### Lituanie
- Kaunas - Aéroport de Kaunas
- Palanga - Aéroport international de Palanga
- Šiauliai - Aéroport international de Šiauliai
- Vilnius - Aéroport international de Vilnius

### Luxembourg
- Luxembourg-ville – Aéroport Findel

### Macédoine du Nord
- Ohrid - Aéroport Saint-Paul-l'Apôtre d'Ohrid
- Skopje - Aéroport international de Skopje

### Malte
- Luqa – Aéroport international de Malte

### Moldavie
- Chișinău - Aéroport international de Chișinău

### Monténégro
- Podgorica - Aéroport de Podgorica
- Tivat - Aéroport de Tivat

### Norvège
- Bergen - Aéroport de Bergen
- Haugesund - Aéroport de Haugesund
- Oslo – Aéroport Sandefjord
- Oslo - Aéroport Gardermoen
- Oslo/Rygge - Aéroport d'Oslo-Rygge (Aéroport Moss/Rygge)
- Stavanger - Aéroport de Stavanger
- Tromsø - Aéroport de Tromsø
- Trondheim - Aéroport de Trondheim Værnes

### Pays-Bas
- Amsterdam – Aéroport Schiphol
- Eindhoven - Aéroport d'Eindhoven
- Groningue – Aéroport Groningue-Eelde
- Maastricht - Aéroport Maastricht-Aix-la-Chapelle
- Rotterdam - Aéroport Rotterdam-La Haye

### Pologne
- Bydgoszcz - Aéroport Ignacy Jan Paderewski
- Gdańsk - Aéroport Lech Wałęsa de Gdańsk
- Katowice - Aéroport de Katowice-Pyrzowice
- Cracovie – Aéroport de Cracovie-Jean-Paul II
- Łódź - Aéroport Władysław Reymont de Łódź
- Lublin - Aéroport de Lublin
- Poznań - Aéroport Henryk-Wieniawski de Poznań
- Rzeszów - Aéroport de Rzeszów
- Szczecin - Aéroport Solidarité de Stettin-Goleniów
- Varsovie - Aéroport de Varsovie-Chopin
- Varsovie - Aéroport de Mazovie Varsovie-Modlin
- Wrocław – Aéroport de Wroclaw-Nicolas Copernic

### Portugal
- Faro – Aéroport de Faro
- Funchal – Aéroport de Funchal
- Porto Santo – Aéroport de Porto Santo
- Lisbonne – Aéroport Portela
- Porto – Aéroport Francisco Sá-Carneiro
- Ponta Delgada – Aéroport João Paulo II
- Terceira – Base aérienne de Lajes

### Roumanie
- Bacău - Aéroport international Georges-Enesco
- Bucarest – Aéroport de Bucarest-Henri-Coandă
- Cluj-Napoca - Aéroport international de Cluj-Napoca
- Constanța – Aéroport international Mihail-Kogălniceanu
- Iași - Aéroport international de Iași
- Sibiu - Aéroport international de Sibiu
- Târgu Mureș - Aéroport international de Târgu Mureș
- Timișoara – Aéroport international Traian Vuia

### Royaume-Uni
- Aberdeen - Aéroport d'Aberdeen
- Belfast - Aéroport international de Belfast
- Belfast - George Best City Airport
- Birmingham - Aéroport international de Birmingham
- Bournemouth - Aéroport de Bournemouth
- Bristol - Aéroport de Bristol
- Cardiff - Aéroport de Cardiff
- Derry - Aéroport de Derry
- Doncaster - Aéroport de Doncaster-Sheffield Robin Hood
- Durham - Aéroport de Durham Tees Valley
- Édimbourg - Aéroport d’Édimbourg
- Derby/Leicester/Nottingham - Aéroport d'East Midlands
- Exeter - Aéroport international d'Exeter
- Glasgow - Aéroport international de Glasgow
- Glasgow - Aéroport Prestwick
- Inverness - Aéroport d'Inverness
- Leeds/Bradford – Aéroport international de Leeds-Bradford
- Liverpool - Aéroport John-Lennon
- Londres – Aéroport City
- Londres – Aéroport Gatwick
- Londres – Aéroport Heathrow
- Londres – Aéroport Luton
- Londres - Aéroport Southend
- Londres – Aéroport Stansted
- Manchester – Aéroport de Manchester
- Newcastle upon Tyne – Aéroport international de Newcastle
- Newquay - Aéroport de Newquay Cornwall
- Norwich - Aéroport international de Norwich
- Southampton - Aéroport de Southampton

### Russie
- Abakan – Aéroport international d'Abakan
- Anadyr – Aéroport d'Ougolny
- Anapa – Aéroport d'Anapa
- Arkhangelsk – Aéroport Talagi
- Astrakhan – Aéroport Narimanovo
- Barnaoul – Aéroport de Barnaoul
- Belgorod – Aéroport international de Belgorod
- Blagovechtchensk – Aéroport d'Ignatyevo
- Bratsk – Aéroport de Bratsk
- Briansk – Aéroport international de Briansk
- Elista – Aéroport d'Elista
- Iakoutsk – Aéroport de Iakoutsk
- Iekaterinbourg – Aéroport Koltsovo
- Ioujno-Sakhalinsk – Aéroport de Ioujno-Sakhalinsk
- Irkoutsk– Aéroport international d'Irkoutsk
- Grozny – Aéroport de Grozny
- Kaliningrad – Aéroport Khrabrovo
- Kazan – Aéroport international de Kazan
- Kemerovo – Aéroport international de Kemerovo
- Khabarovsk – Aéroport de Khabarovsk
- Khanty-Mansiïsk – Aéroport de Khanty-Mansiïsk (en)
- Komsomolsk-sur-l'Amour – Aéroport de Komsomolsk-sur-l'Amour
- Krasnodar – Aéroport international de Krasnodar (Aéroport Pashkovsky)
- Krasnoïarsk – Aéroport international Yemelyanovo
- Koursk – Aéroport de Koursk
- Magadan – Aéroport de Sokol (en)
- Magnitogorsk – Aéroport international de Magnitogorsk
- Makhatchkala – Aéroport de Makhatchkala
- Mineralnye Vody – Aéroport de Mineralnye Vody
- Moscou – Aéroport International Domodedovo
- Moscou – Aéroport International Ostafyevo (en)
- Moscou – Aéroport de Moscou-Ramenskoïé/Jukovski
- Moscou – Aéroport de Moscou-Cheremetievo
- Moscou – Aéroport international de Vnoukovo
- Mourmansk – Aéroport de Mourmansk
- Naltchik – Aéroport de Nalchik (en)
- Nijnevartovsk – Aéroport de Nijnevartovsk (en)
- Nijnekamsk – Aéroport Begishevo
- Nijni Novgorod – Aéroport international de Nijni Novgorod (Ou aéroport Strigino)
- Novokouznetsk – Aéroport Spichenkovo (en)
- Novossibirsk – Aéroport Tolmachevo
- Omsk – Aéroport d'Omsk
- Orenbourg – Aéroport d'Orenbourg Tsentralni
- Orsk – Aérodrome d'Orsk
- Oufa - Aéroport international d'Oufa
- Oulan-Oude – Aéroport international Baïkal
- Oulianovsk – Aéroport d'Oulianovsk Vostochny (en)
- Perm – Aéroport international de Perm
- Petrozavodsk – Aéroport de Petrozavodsk
- Providenia – Aéroport de Provideniya Bay (en)
- Petropavlovsk-Kamtchatski – Aéroport de Petropavlovsk-Kamtchatski
- Pskov – Aérodrome Princesse Olga de Pskov
- Rostov-sur-le-Don – Aéroport de Rostov-sur-le-Don
- Saint-Pétersbourg – Aéroport international Pulkovo
- Samara – Aéroport international de Samara (Kouroumotch)
- Saratov – Aéroport de Saratov
- Sébastopol - Aéroport international de Sébastopol
- Simferopol - Aéroport international de Simferopol
- Sotchi - Aéroport international de Sotchi
- Stavropol – Aéroport de Stavropol Shpakovskoye (en)
- Sourgout – Aéroport de Sourgout
- Syktyvkar – Aéroport de Syktyvkar (en)
- Tcheboksary – Aéroport de Tcheboksary (en)
- Tcheliabinsk – Aéroport de Tcheliabinsk
- Tcherepovets – Aéroport de Tcherepovets (en)
- Tchita – Aéroport de Kadala (en)
- Tomsk – Aéroport de Bogashevo
- Tioumen – Aéroport international Roshchino
- Vladivostok - Aéroport international de Vladivostok
- Vladikavkaz – Aéroport de Beslan (en)
- Volgograd – Aéroport de Volgograd
- Voronej – Aéroport international de Voronej (en)
- Yaroslavl – Aéroport Tounochna

### Serbie
- Belgrade - Aéroport Nikola-Tesla de Belgrade
- Niš - Aéroport Constantin-le-Grand de Niš

### Slovaquie
- Bratislava – Aéroport M. R. Štefánik
- Košice - Aéroport international de Košice
- Žilina - Aéroport de Žilina

### Slovénie
- Ljubljana - Aéroport Jože Pučnik de Ljubljana
- Portorož - Aéroport de Portorož

### Suède
- Åre/Östersund - Aéroport d'Åre Östersund
- Göteborg - Aéroport de Göteborg-Landvetter
- Göteborg - Aéroport de Göteborg-City
- Helsingborg - Aéroport d'Ängelholm–Helsingborg
- Luleå - Aéroport de Luleå
- Malmö - Aéroport de Malmö
- Norrköping - Aéroport de Norrköping
- Stockholm - Aéroport de Stockholm-Arlanda
- Stockholm - Aéroport de Stockholm-Bromma
- Stockholm - Aéroport de Stockholm-Skavsta
- Stockholm - Aéroport de Stockholm-Västerås
- Umeå - Aéroport de Umeå
- Växjö - Aéroport de Växjö
- Visby - Aéroport de Visby

### Suisse
- Bâle - Aéroport international de Bâle-Mulhouse-Fribourg
- Berne - Aéroport international de Berne
- Genève - Aéroport international de Genève
- Lugano - Aéroport de Lugano
- Saint-Gall - Aéroport international Saint-Gall-Altenrhein
- Zurich - Aéroport international de Zurich
- Sion -  Aéroport de Sion

### République tchèque
- Brno - Aéroport de Brno
- Karlovy Vary - Aéroport de Karlovy Vary
- Ostrava – Aéroport Leoš Janáček
- Prague – Aéroport de Prague-Václav-Havel
- Pardubice - Aéroport de Pardubice (en)

### Ukraine
- Kiev - Aéroport international de Kiev (Kiev-Jouliani)
- Kiev - Aéroport de Kiev-Boryspil
- Kiev - Aéroport de Hostomel (Cargo)
- Tchernivtsi - Aéroport international de Tchernivtsi
- Donetsk - Aéroport international de Donetsk
- Dnipropetrovsk - Aéroport international de Dnipro
- Ivano-Frankivsk - Aéroport international d'Ivano-Frankivsk
- Kharkiv - Aéroport international de Kharkiv
- Kryvyï Rih - Aéroport de Kryvy Rih
- Louhansk - Aéroport international de Louhansk
- Lviv - Aéroport international de Lviv
- Odessa - Aéroport international Lymanske (en)
- Mykolaïv - Aéroport international de Mykolaiv
- Odessa - Aéroport international d'Odessa
- Zaporijia - Aéroport international de Zaporijjia

## Océanie

### Australie
- Adélaïde - Aéroport international d'Adélaïde
- Brisbane - Aéroport international de Brisbane
- Cairns - Aéroport international de Cairns
- Canberra - Aéroport de Canberra
- Darwin - Aéroport international de Darwin
- Gold Coast – Aéroport international de Gold Coast
- Hobart - Aéroport international de Hobart
- Melbourne- Aéroport Melbourne-Tullamarine
- Perth – Aéroport de Perth
- Port Hedland - Aéroport de Port Hedland
- Sydney - Aéroport Sydney-Kingsford Smith
- Townsville - Aéroport international de Townsville

### Île Christmas
- Aéroport de l'île Christmas

### Îles Cocos
- Aéroport des îles Cocos

### Îles Cook
- Aéroport international de Rarotonga

### Île de Pâques
- Hanga Roa – Aéroport international Mataveri

### Fidji
- Aéroport international de Nadi
- Suva – Aéroport de Suva-Nausori

### Polynésie française
- Papeete – Aéroport international de Tahiti Fa'a'ā

### Guam
- Hagåtña – Aéroport international Antonio B. Won Pat

### Kiribati
- Kiritimati – Aéroport international Cassidy
- Tarawa – Aéroport international de Bonriki

### Îles Mariannes du Nord
- Saipan – Aéroport international de Saipan
- Rota - Aéroport international de Rota (en)
- Tinian - Aéroport international de Tinian

### Îles Marshall
- Majuro – Aéroport international des îles Marshall

### Micronésie
- Aéroport international de Chuuk
- Aéroport international de Kosrae
- Aéroport international de Pohnpei
- Aéroport international de Yap

### Nauru
- Yaren – Aéroport international de Nauru

### Nouvelle-Calédonie
- Nouméa – Aéroport international de Nouméa - La Tontouta

### Nouvelle-Zélande
- Auckland - Aéroport d'Auckland
- Christchurch - Aéroport international de Christchurch
- Dunedin - Aéroport international de Dunedin
- Hamilton – Aérodrome de Hamilton
- Queenstown – Aéroport international de Queenstown
- Rotorua - Aéroport international de Rotorua
- Wellington - Aéroport international de Wellington

### Île Norfolk
- Aéroport international de l'île Norfolk

### Niue
- Nieu – Aéroport international de Niue

### Palau
- Koror – Aéroport international Roman-Tmetuchl

### Papouasie-Nouvelle-Guinée
- Port Moresby – Aéroport international Jacksons

### Samoa
- Apia – Aéroport international Faleolo

### Îles Salomon
- Honiara - Aéroport international de Honiara

### Tonga
- Nukuʻalofa – Aéroport international Fuaʻamotu

### Tuvalu
- Funafuti - Aéroport international de Funafuti

### Vanuatu
- Port Vila – Aéroport international Bauerfield

### Wallis-et-Futuna
- Futuna – Aérodrome de Futuna Pointe Vele
- Wallis – Aéroport de Wallis-Hihifo